# 山室光史
山室光史（やまむろ　こうじ，1989年1月17日—）日本男子競技體操運動員，專長項目是吊環。茨城縣古河市出生，畢業於日本体育大学，現隸屬於KONAMI体操部，現任教練為加藤裕之、佐藤寿治和森泉貴博。

## 簡歷
2011年10月，山室代表日本出戰東京舉行的世界競技體操錦標賽，奪得团体賽銀牌及個人全能和吊環項目兩面銅牌。